# ダニエル・ベントレー
ダニエル・ベントレー（Daniel Bentley、1993年7月13日 - ）は、イングランド・エセックス州バジルドン出身のサッカー選手。ウルヴァーハンプトン・ワンダラーズFC所属。ポジションはGK。

## 経歴
8歳の時にアーセナルFCのアカデミーに入団。2008年にアーセナルを退団し、直後にサウスエンド・ユナイテッドFCに加入。2009年3月に練習生契約を結んだ。
2011年にカンファレンス・サウス（6部相当）のブレントリー・タウンFCにレンタル移籍したが、2試合の出場に終わった。
2011年夏、サウスエンドとプロ契約を締結。2011年10月22日のトーキー・ユナイテッドFC戦でトップチームデビューを果たした。
2016年7月1日、チャンピオンシップのブレントフォードFCに4年契約で移籍。移籍金は110万ポンドで、出場数によりさらに上昇する。
2019年6月28日、ブリストル・シティFCに4年契約で移籍。
2023年1月25日、ウルヴァーハンプトン・ワンダラーズFCに移籍。

## タイトル

### 個人
- フットボールリーグ2年間ベストイレブン: 2014-15[9]